# Окница (Бистрица-Насауд)
Окница (рум. Ocnița) насеље је у Румунији у округу Бистрица-Насауд у општини Теака. Oпштина се налази на надморској висини од 369 m.

## Становништво
Према подацима из 2002. године у насељу је живело 1133 становника.

### Попис2002.
| Расподела становништва по националности 2002.‍ | Расподела становништва по националности 2002.‍ | Расподела становништва по националности 2002.‍ | Расподела становништва по националности 2002.‍ | Расподела становништва по националности 2002.‍ |
| --------------------------------------------- | --------------------------------------------- | --------------------------------------------- | --------------------------------------------- | --------------------------------------------- |
|                                               |                                               |                                               |                                               |                                               |
| Румуни                                        | Румуни                                        |                                               | 1.074                                         | 95,0%                                         |
| Роми                                          | Роми                                          |                                               | 57                                            | 5,0%                                          |